# Lucetta Scaraffia
Lucetta Scaraffia (Turín, 23 de junio de 1948) es una periodista e historiadora italiana especialmente conocida por su defensa para que la Iglesia dé un trato igualitario a hombres y mujeres en todos los ámbitos. En 2012 fundó la revista mensual Donne, Chiesa, Mondo (Mujeres Iglesia Mundo) suplemento femenino de L'Osservatore Romano que entre otros temas denunció el abuso sexual de monjas por parte de sacerdotes. Lo dirigió hasta marzo de 2019 cuando dimitió junto a su equipo por la falta de confianza del nuevo director en los contenidos del suplemento. Es profesora asociada de historia contemporánea en la Universidad de Roma La Sapienza. Colabora con los periódicos Avvenire, Il Foglio, Corriere della Sera y L'Osservatore Romano.

## Biografía
De madre católica y padre masón, hasta su adolescencia recibió una educación católica rigurosa y estudió en el Liceo Parini en Milán. Dejó de ir a misa cuando llegó a la universidad. En los años setenta militó en el movimiento feminista.   [cita requerida]
En 2007 llegó a L'Osservatore Romano, diario oficial de la Santa Sede con Giovanni María Vian, antiguo colega de universidad quien le reclutó para el periódico porque el papa Benedicto XVI quería más mujeres en la redacción, explica en una entrevista.

### Mujeres Iglesia Mundo
En 2012 creó el suplemento femenino Mujeres Iglesia Mundo de desde donde ha logrado exponer la posición de inferioridad que sufren las mujeres en la Iglesia.  
En marzo de 2018 la revista denunció que cardenales y obispos tratan a las monjas como sirvientas por el que recibió numerosos mensajes anónimos de agradecimiento.
En febrero de 2019, semanas antes de la cumbre contra los abusos sexuales a menores publicó un editorial denunciado los abusos sexuales de monjas por parte sacerdotes.
La situación cambió con el nuevo prefecto de la Comunicación del Vaticano Paolo Ruffini que sustituyó en julio de 2018 a Dario Viganò. Ruffini nombró a un nuevo director en L'Osservatore Romano.
El 27 de marzo de 2019 dimitió junto a su equipo de once personas en marzo de 2019 por presiones internas denunciando el retorno de la cultura de "la mujer obediente" y la imposibilidad de abrir un "diálogo libre y valiente".
"Con el cierre de Donne Chiesa Mondo se rompe, por primera vez, una experiencia nueva y excepcional para la Iglesia: un grupo de mujeres, que se han organizado de forma autónoma, que han votado entre ellas la incorporación de nuevas colaboradoras, que han podido trabajar en el corazón del Vaticano y de la comunicación de la Santa Sede con inteligencia y corazón libres, gracias al consentimiento y apoyo de dos papas”. 
Fue vicepresidenta de la Asociación de Ciencia y Vida. 
En 2008 fue candidata en Roma con una lista cívica pro Rutelli, sin ser elegida. 
Es miembro del Comité Nacional de Bioética desde 2007.

## Pensamiento
Scaraffia se declara feminista. “Soy feminista, pero pienso que podemos lograr la igualdad siendo diferentes a los hombres”, subraya.  Fue atea durante muchos años y marxista.
El 14 de septiembre de 2017, después de que una mujer finlandesa fuera violada en Roma, Scaraffia publicó un artículo en Il Messaggero titulado "Roma insegura, un manual para mujeres"; En él, el historiador escribió que «con respecto a la chica finlandesa violada en Roma la otra noche, me dan ganas de preguntarle: ¿alguien te enseñó alguna vez a no aceptar que desconocidos te lleven en coche, especialmente a las cuatro de la mañana?». [ 7 ] . Estas palabras, así como otras opiniones expresadas en la pieza, fueron duramente criticadas por Nicoletta Bourbaki -un grupo de trabajo sobre revisionismo histórico en línea vinculado al colectivo Wu Ming- según quien la tesis de Scaraffia muestra que «detrás de la violación no hay una visión depredadora de la mujer, reducida a un sujeto subordinado, sino la pérdida de conciencia por parte de las mujeres de la antigua costumbre , de los hombres que deben proteger a las mujeres.
No defiende que las mujeres deban ser sacerdotes. Opina que ellas deberían ocupar más lugares de responsabilidad. 

### Aborto
Considera que el aborto es un pecado pero no es un delito.

### María Magdalena
Sobre María Magdalena considera que su figura fue manipulada de manera negativa y valora positivamente que el Papa Francisco haya dicho que María Magdalena debe tener la misma liturgia que los demás apóstoles, lo que equivale a considerarla un apóstol. 
"Se inventaron que era una prostituta y una pecadora, cuando en realidad fue un personaje influyente y clave en la vida de Jesucristo. Y no fue la única. A quien Jesucristo cuenta que él es el mesías es a la samaritana. Yo siempre he pensando que, probablemente, Jesucristo encontró a muchas más mujeres y solo incluyeron a unas pocas. Y esto es porque los Evangelios fueron escritos por hombres que vivían en una sociedad fuertemente patriarcal, la hebrea de esa época".

## Vida personal
Es hermana del escritor y académico italiano Giuseppe Scaraffia. Se casó a los veintitrés años y se separó a los veinticinco pidiendo la anulación de su matrimonio. En 1982 tuvo una hija con el historiador Gabriele Ranzato. Posteriormente se casó con su actual marido, el historiador y periodista Ernesto Galli della Loggia.

## Obras principales
- La Sardegna sabauda , Utet , Turín, 1987.
- La santa degli impossibili. Vicende e significati della devozione a santa Rita,  , Rosenberg & Sellier, Turín 1990.  ISBN 88-7011-387-6
- Il concilio in convento. L'esperienza di Chiara Grasselli,.  Morcelliana, Florencia 1996.
- Loreto. Un lembo di Terra Santa in Italia,  , Il Mulino, Bolonia 1999 ISBN 88-15-06606-3 .
- Il giubileo, Il Mulino, Bolonia 1999.  ISBN 978-88-15-07262-7 .
- Rinnegati. Per una storia dell'identità occidentale, Laterza , Roma-Bari 2002 (2ª ed.  ) ISBN 88-420-4255-2 .
- Francesca Cabrini. Tra la terra e il cielo,   , Paoline Editoriale Libri, Milán 2003 (3ª ed.  ) ISBN 88-315-2544-1 .
- Donne ottimiste, Femminismo e associazioni borghesi nell'Otto e Novecento Il Mulino , Bolonia 2004, con A. Isastia (pp.   7-111; 277-288).
- Contro il cristianesimo. L'ONU e l'Unione Europea come nuova ideologia , con Eugenia Roccella, Piemme , Turín 2005.
- Lo splendore del vero. L'incontro di Margherita Albana Mignaty con Edouard Schuré, in «Dimensioni e problemi della ricerca storica»,  2005.
- La Salette. Un santuario reinventato da intellettuali e occultisti,, en "Mélanges de l'Ecole Françaises de Rome, Italie et Méditerranée", tomo 117 (2005), 2, pp.   677-693.
- Femminismo e utopia, in Donne fra Otto e Novecento: progetti culturali, emancipazione e partecipazione politica, por P. Magnarelli, EUM, Macerata 2007, pp.   23-32.
- La "quota rosa" dei santi, in «Società e storia», 2007, n. 115, pp.   129-138.
- Due in una carne. Chiesa e sessualità nella storia, , con M. Pelaja, Laterza , Rome-Bari 2008 ISBN 978-88-420-8739-7 .
- Cose della vita. Riflessioni sulla quotidianità.  , EMP , 2011, ISBN 978-88-250-2985-7
- I cattolici che hanno fatto l'Italia. Religiosi e cattolici piemontesi di fronte all'Unità d'Italia, Lindau, Turín 2011 ISBN 978-88-7180-912-0 .
- 101 donne che hanno fatto grande l'Italia. Dalle icone della storia alle protagoniste dei nostri tempi, Newton Compton , ISBN 2011 978-88-541-2949-8 .
- Per una storia dell'eugenetica. Il pericolo delle buone intenzioni,  Morcelliana , ISBN 2012 978-88-372-2647-3 .
- Beati quelli che sono nel pianto, perché saranno consolati, Lindau (collana "I pellicani/Le beatitudini"), ISBN 2012 978-88-6708-016-8 .
- Le inquietudini della fede,, Marcianum Press , 2012 ISBN 978-8865121979 .
- I vizi capitali, Publisher EMP (serie "Problemas y propuestas"), 2013 ISBN 978-88-250-3370-0 .
- La grande meretrice. Un decalogo di luoghi comuni sulla storia della Chiesa, .  , editado por Lucetta Scaraffia, Editrice Vaticana, 2013.  ISBN 978-88-209-9075-6 .
- Le opere di misericordia spirituale,, EMP , ISBN 2014 978-88-250-3531-5 .
- I doni dello Spirito Santo, EMP (serie "Problemas y propuestas"), ISBN 2015 978-88-250-3898-9
- Le porte del cielo. I giubilei e la misericordia,  Il Mulino (serie "Intersecciones"), ISBN 2015 978-88-15-26022-2 .
- Andare per monasteri, Il Mulino (serie "Ritrovare l'Italia"), ISBN 2015 978-88-15-25792-5 .
- Dall'ultimo banco. La chiesa, le donne, il sinodo.  Editor Marsilio (serie "I knots"), 2016 ISBN 978-88-317-2425-8 .

## Otros proyectos
- Wikiquote contiene citas de o sobre Lucetta Scaraffia